# كأس ترياليتي

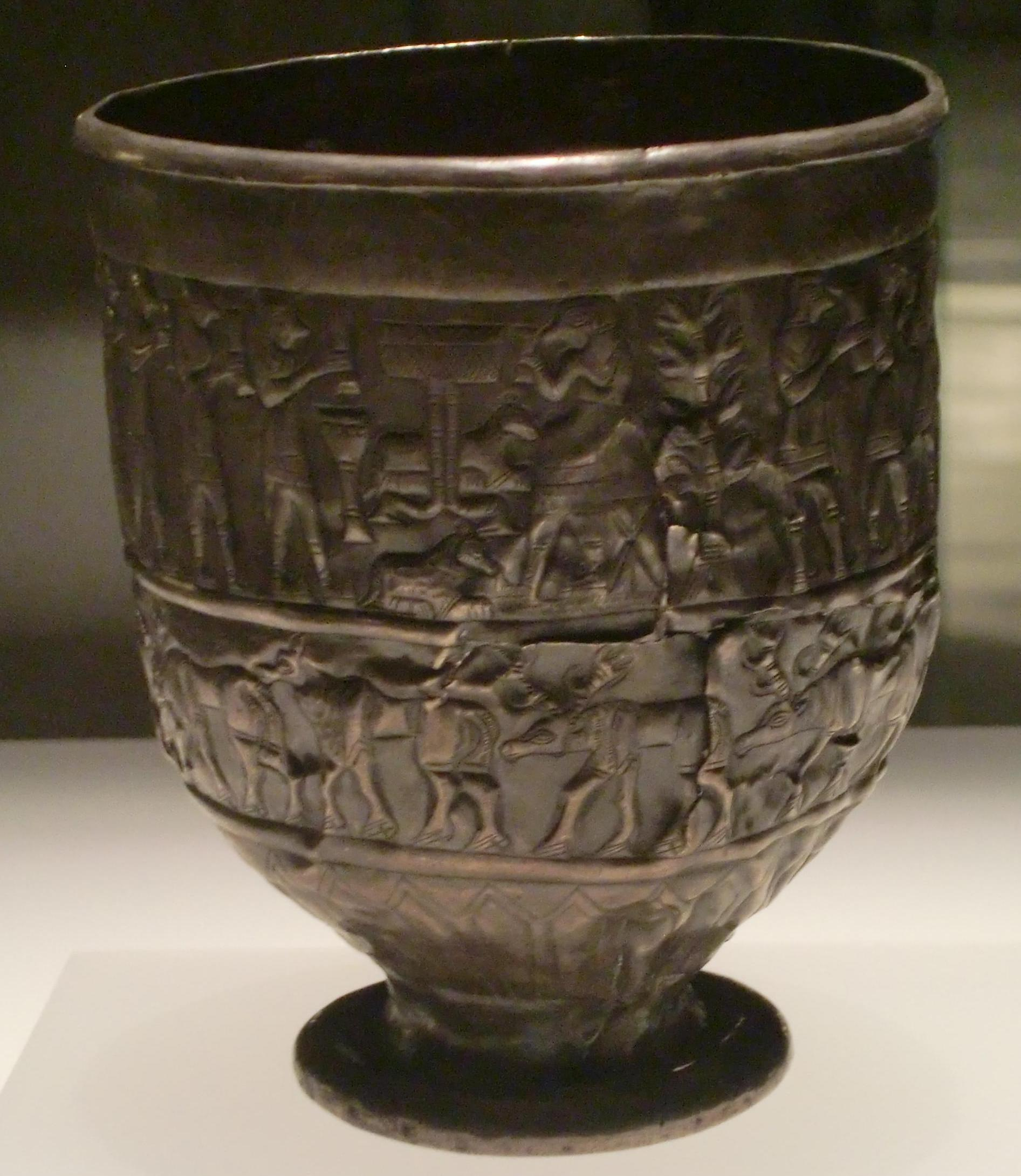
شخصية جالسة رفقة موكب من الأشخاص والحيوانات، تصوير منقوش على كأس فضية ترياليتية (منطقة جبلية في جورجيا).

الكأس الترياليتي (بالإنجليزية: The Trialeti Chalice)‏ هي كأس فضية أثرية من ترياليتي، في جورجيا. اكتشفت خلال رحلة استكشافية أثرية في ثلاثينيات القرن الماضي، وكانت أحد الأشياء من ثقافة ترياليتي التي عُثر عليها في موقع تلة كورغان في تريلتي، ويرجع تاريخها إلى القرنين الثامن عشر والسابع عشر قبل الميلاد.